# Metropolia Lyonu
Metropolia Lyonu – metropolia Kościoła rzymskokatolickiego w południowo-wschodniej Francji. Powstała w III wieku. Obecnie w jej skład wchodzą dwie archidiecezje oraz sześć diecezji. Najważniejszą świątynią jest Katedra św. Jana Chrzciciela w Lyonie. Od 2020 stanowisko metropolity sprawuje Olivier de Germay
W skład metropolii wchodzą:
- archidiecezja lyońska
- diecezja Annecy
- diecezja Belley-Ars
- archidiecezja Chambéry
- diecezja Grenoble-Vienne
- diecezja Saint-Étienne
- diecezja Valence
- diecezja Viviers